# بيرت بينيت
بيرت بينيت (بالإنجليزية: Bert Bennett)‏ (1 يناير 1889 في المملكة المتحدة - 22 يوليو 1968 ببرستل في المملكة المتحدة) هو لاعب كرة قدم بريطاني (وحمل سابقاً جنسية المملكة المتحدة لبريطانيا العظمى وأيرلندا) في مركز الدفاع. لعب مع نادي بريستول روفيرز.